# Kurimka
Kurimka (rusínsky Гавранєц) je obec na východním Slovensku v okrese Svidník. Katastrální území obce měří 12,46 km². Žije zde 386 obyvatel.

## Obecní symboly

### Znak
V modrém štítu je na zelené louce stříbrný doprava otočený muž ve stříbrném oděvu a klobouku, v černých botách a na pravém rameni má stříbrnou skloněnou puškou. Levou rukou se opírá o stříbrnou hůl a pravou rukou si přidržuje zlatou dýmku se stříbrným dýmem. Podoba znaku vychází z otisku obecního pečetidla z roku 1787. Patří mezi mluvící znamení. Ikonograficky je netradiční zobrazení postavy s dýmkou v ústech. Autorem znaku je Ladislav Nagy. Obecní zastupitelstvo přijalo znak 27. května 1997.

### Vlajka
Trojcípou vlajku obce tvoří pět podélných pruhů zelené, bílé, žluté, zelené a modré barvy. Její délky jsou v poměru 2:3 a zástřihy sahají do třetiny listu.

## Pamětihodnosti

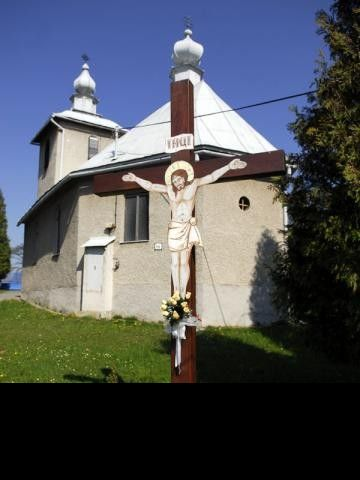
Kostel

První řeckokatolický kostel zasvěcený Přesvaté Bohorodičce shořel při požáru v roce 1915. Druhý dřevěný kostel se stejným zasvěcením byl na jeho místě postaven v letech 1923–1930 a v sedmdesátých letech dvacátého století byly vnější strany omítnuty. Srubová konstrukce trojprostorového kostela se dvěma věžemi stojí na kamenných základech. Věž z trámů je pod omítkou obložená deskami. Z původních tří zvonů se dochovaly dva.